# Martin Rauff-Nielsen
Martin Rauff-Nielsen er en dansk forfatter, musiker, konceptudvikler og rollespiller, nok mest kendt som Spilmester Martin i rollespilsuniverset Barda. Martin Rauff-Nielsen har en bachelorgrad i film- og medievidenskab fra Københavns Universitet. Han har sammen med sin bror skrevet Politikens bog om rollespil. Han er med-ophavsmand til rollespilsuniverset Barda og til samlekortspillet Chaotic, hvor han ligeledes var lead-designer.
Martin Rauff-Nielsen har desuden været projektleder på en række undervisnings-cd-rom'er og (som Martin Rauff) medvirket på flere CD'er som bassist, sanger og/eller guitarist. I 2004 producerede han Louise Støjbergs solo-CD. I 2016 producerede han Bound By Laws CD Supermajor.

## Tv-personlighed
I rollespilsuniverset Barda, gik Martin Rauff-Nielsen under pseudonymet Spilmester Martin.